# Churchill County
Churchill County ist ein County im Südwesten des Bundesstaates Nevada der Vereinigten Staaten. Der Verwaltungssitz (County Seat) ist Fallon.
Eine Besonderheit des Countys ist, dass es durch die Churchill County Communications als einziges County der Vereinigten Staaten Besitzerin und Betreiberin des lokalen Anbieters für Telekommunikationsdienstleistungen ist.

## Geschichte
Churchill County wurde 1861 gegründet und nach Fort Churchill benannt (das heute allerdings im Lyon County liegt). Das Fort wiederum war nach dem Brigadegeneral Sylvester Churchill aus dem Mexikanisch-Amerikanischen Krieg benannt worden. Bis 1864 war Bucklands im heutigen Lyon County Verwaltungssitz, später waren es La Plata (1864–1868) und Stillwater (1868–1904), bis 1904 Fallon Verwaltungssitz wurde. Im 19. Jahrhundert gab es Versuche, das Churchill County wegen seiner geringen Größe aufzulösen, was aber vom Abgeordneten Lemuel Allen durch Einspruch beim Gouverneur verhindert wurde, nachdem 1875 bereits beide Häuser der Auflösung zugestimmt hatten.
20 Bauwerke und Stätten des Countys sind im National Register of Historic Places eingetragen (Stand 13. Februar 2018).

## Demografische Daten

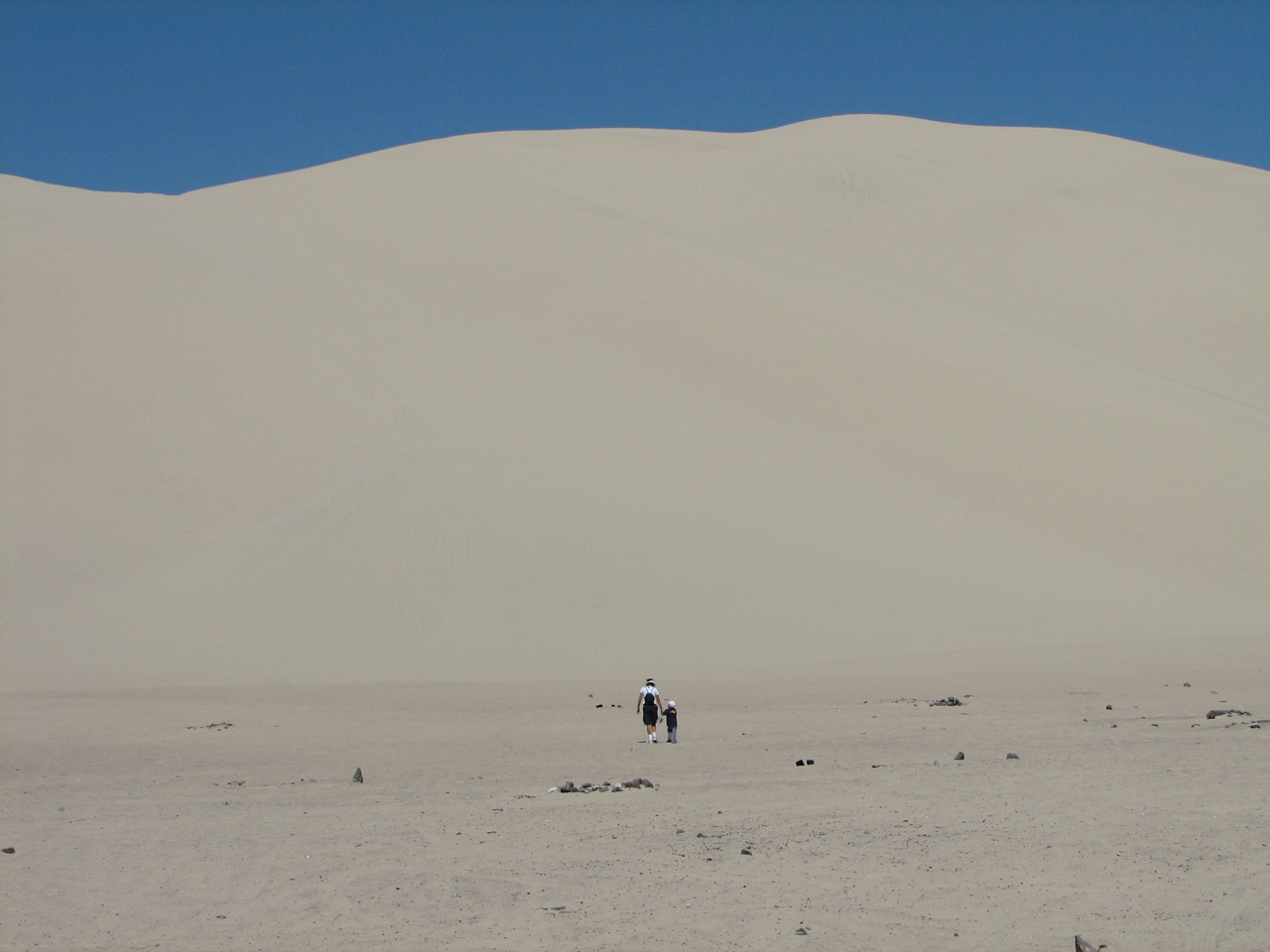
Sand Mountain, eine 32 km lange Sanddüne

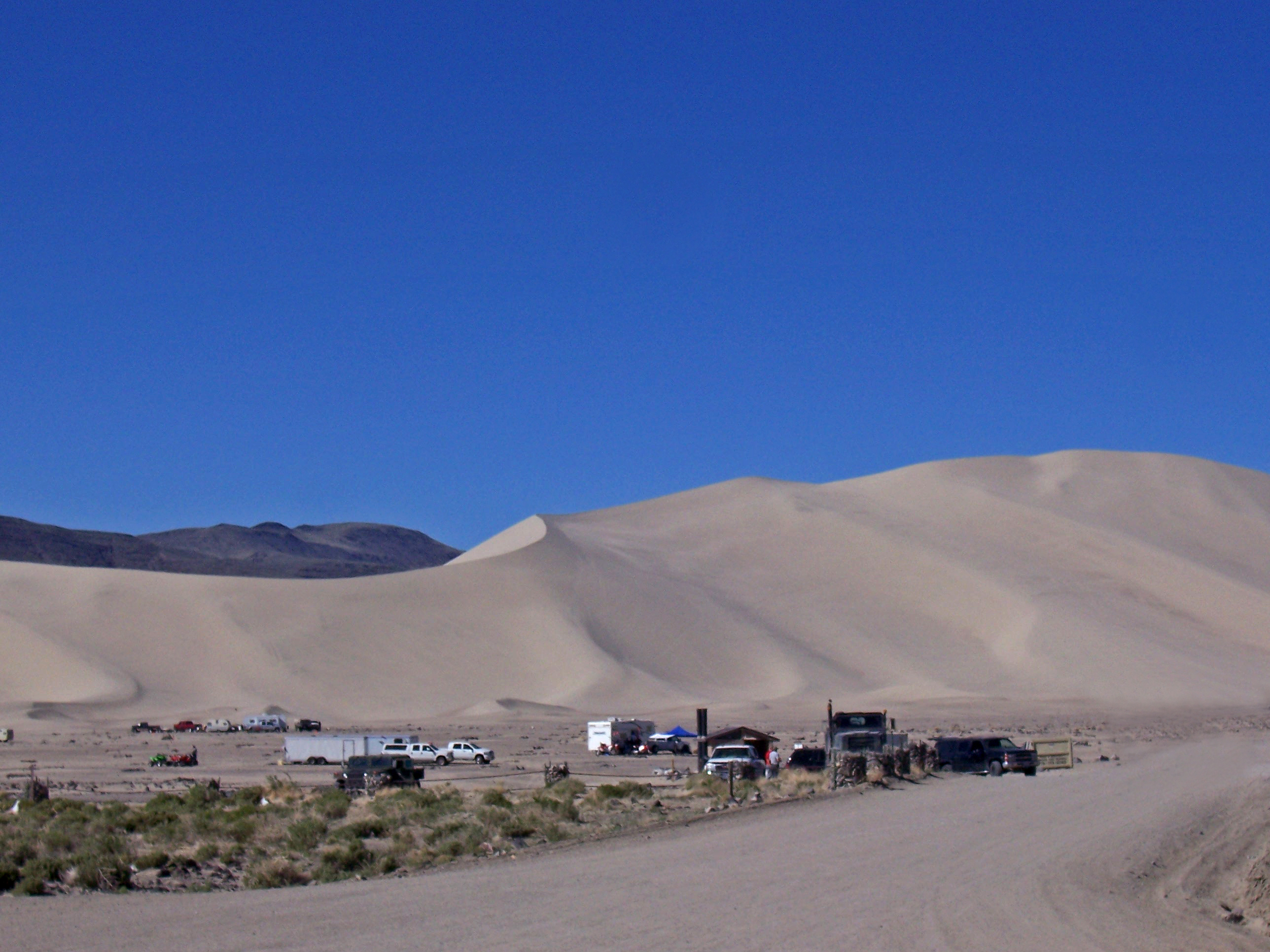
Ausläufer des Sand Mountains

Nach der Volkszählung im Jahr 2000 lebten im County 23.982 Menschen. Es gab 8912 Haushalte und 6461 Familien. Die Bevölkerungsdichte betrug 2 Einwohner pro Quadratkilometer. Ethnisch betrachtet setzte sich die Bevölkerung zusammen aus 84,20 % Weißen, 1,60 % Afroamerikanern, 4,78 % amerikanischen Ureinwohnern, 2,71 % Asiaten, 0,23 % Bewohnern aus dem pazifischen Inselraum und 3,22 % aus anderen ethnischen Gruppen; 3,27 % stammten von zwei oder mehr ethnischen Gruppen ab. 8,66 % Prozent der Bevölkerung waren spanischer oder lateinamerikanischer Abstammung.
Von den 8.912 Haushalten hatten 37,20 % Kinder und Jugendliche unter 18 Jahre, die bei ihnen lebten. 57,70 % waren verheiratete, zusammenlebende Paare, 10,40 % waren allein erziehende Mütter. 27,50 % waren keine Familien. 22,50 % waren Singlehaushalte und in 8,50 % lebten Menschen im Alter von 65 Jahren oder darüber. Die Durchschnittshaushaltsgröße betrug 2,64 und die durchschnittliche Familiengröße lag bei 3,09 Personen.
Auf das gesamte County bezogen setzte sich die Bevölkerung zusammen aus 28,90 % Einwohnern unter 18 Jahren, 8,10 % zwischen 18 und 24 Jahren, 28,70 % zwischen 25 und 44 Jahren, 22,30 % zwischen 45 und 64 Jahren und 11,90 % waren 65 Jahre alt oder darüber. Das Durchschnittsalter betrug 35 Jahre. Auf 100 weibliche Personen kamen 100,60 männliche Personen, auf 100 Frauen im Alter ab 18 Jahren kamen statistisch 99,10 Männer.

Das jährliche Durchschnittseinkommen eines Haushalts betrug 40.808 USD, das Durchschnittseinkommen der Familien betrug 46.624 USD. Männer hatten ein Durchschnittseinkommen von 36.478 USD, Frauen 25.000 USD. Das Prokopfeinkommen betrug 19.264 USD. 8,70 % der Bevölkerung und 6,20 % der Familien lebten unterhalb der Armutsgrenze. 10,80 % davon waren unter 18 Jahre und 7,00 % waren 65 Jahre oder älter.

## Orte im Churchill County
Im Churchill County liegt eine Gemeinde, die den Status einer City besitzt. Zu Statistikzwecken führt das U.S. Census Bureau einen Census-designated place, der dem County unterstellt ist und keine Selbstverwaltung besitzt. Dieser ist wie die Unincorporated Communities gemeindefreies Gebiet.
City
| - Fallon |

Census-designated place (CDP)
| - Fallon Station |

andere Unincorporated Communities
| - Eastgate - Frenchman - Hazen - Lahontan - Middlegate |

Ghost Towns
| - Bermond Station - Coppereid - Dixie Valley - Fairview - Jessup - Leeteville | - Miriam - Nevada City - Ocala - Parran - Ragtown - Stillwater | - Upsal - White Cloud City - White Plains - Wonder |

## Prostitution
Das County ist eines der 10 Countys Nevadas, in denen Prostitution und die Errichtung von Bordellen zulässig ist.